# Ichneumon dilleri
Ichneumon dilleri är en stekelart som beskrevs av Heinrich 1980. Ichneumon dilleri ingår i släktet Ichneumon och familjen brokparasitsteklar. Inga underarter finns listade i Catalogue of Life.